# Forêt-la-Folie
Forêt-la-Folie település Franciaországban, Eure megyében. Lakosainak száma 485 fő (2018. január 1.). Forêt-la-Folie Guiseniers, Guitry, Harquency, Mézières-en-Vexin és Mouflaines községekkel határos.

## Népesség
A település népességének változása:
| Lakosok száma | 357  | 316  | 286  | 320  | 363  | 447  | 477  | 490  | 489  | 485  |
|               | 1962 | 1968 | 1982 | 1990 | 1999 | 2008 | 2011 | 2013 | 2017 | 2018 |